# Gerrit van Olst
Gerrit van Olst (* 18. Februar 1734 in Groningen; † 30. September 1807 ebenda) war ein Groninger Kaufmann und Initiator und Co-Direktor des Koninklijk Instituut voor Doven 'H.D. Guyot' sowie Pionier der Luftfahrt.

## Leben und Werk
Van Olst wurde 1734 in Groningen als Sohn von Arend van Olst und Grietje Stoffers Meringa geboren. Van Olst war ein bekannter mennonitischer Kaufmann in Groningen. Am 24. April 1762 heiratete er Etta Alring(h). Durch diese Heirat erwarb er eine Essigfabrik am Hoge der A. Er war mit der Groninger Familie Modderman verwandt. Nach dem Tod seiner ersten Frau im Jahr 1767 heiratete Van Olst am 23. Dezember 1781 erneut Eefje Miedema. Etwas mehr als ein Jahr später – im Januar 1783 – trennten sie sich von Tisch und Bett.

### Luftfahrt
Am 4. Juni 1783 wurde der Heißluftballon von den Gebrüder Montgolfier erfunden. Am 19. September 1783 wurden in Versailles Experimente durchgeführt, bei denen ein Schaf, eine Ente und ein Hahn in einem am Ballon befestigten Korb transportiert wurden. Am 5. März 1784 berichtete der Groninger Courant, dass Gerrit van Olst zusammen mit Jan Modderman, dem Besitzer einer Papierfabrik, am 3. März 1784 einen ersten Versuch mit einem Ballon unternommen hatte. Ein umfangreicheres Experiment mit einem selbstgebauten Heißluftballon aus Papier, an dem ein Vogel in einem Käfig befestigt war, wurde am 23. März 1784 um 15 Uhr auf einer der Werften der Brüder Jan und Tonco Modderman durchgeführt. Dieser Ballon landete nach zwei Stunden um 17:00 Uhr im 15 Kilometer entfernten Bunne in Drenthe. Die Kosten der gesamten Operation wurden von Modderman und Van Olst getragen. Von den zahlreichen Zuschauern wurde jedoch ein Beitrag gefordert. Der gesammelte Betrag war für die Armen bestimmt.
H. Ritzema van Lier schrieb einen Beitrag über die Konstruktion des Ballons, den Modderman und Van Olst am 22. März 1784 starteten, und fügte ihn als Anhang seiner Verhandeling over het algemeen en byzonder gebruik der aërostatische machines, en de verschynselen, die dezelfde ons kunnen opleveren, bei. Dieses 1784 erschienene Buch ist eines der ersten niederländischen Bücher über die praktische Anwendung der Luftfahrt. Ritzema van Lier sah im Ballon ein Symbol der Aufklärung und des Fortschritts.

### Instituut voor doven
Als der wallonische Prediger Henri Daniel Guyot in Groningen lebte, kam er mit Van Olst in Kontakt. Beide standen zusammen mit Hendrik van Calcar und Willem Hora Siccama an der Wiege der ersten Gehörlosenschule in den Niederlanden. Die vier bildeten die Hauptleitung des Instituts, als es 1790 gegründet wurde. Guyot wurde Vorstandsvorsitzender und Institutsleiter und Van Olst, Van Calcar und Siccama wurden Co-Direktoren.

## Minerva
Gemeinsam mit fünf anderen Groninger Honoratioren gründete Van Olst im Jahr 1798 die Akademie für Zeichnen, Architektur und Nautik „Minerva“. Diese Akademie ist der Vorgänger der heutigen Hanzehogeschool Groningen. Van Olsts Name ziert seit 2008 das Verwaltungs- und Lehrgebäude dieser Universität.